# Associação Croata de Voleibol
A Associação Croata de Voleibol  (em croata:Hrvatski odbojkaški savez, HOS) é  uma organização fundada em 1946 que governa a pratica de voleibol na Croácia, sendo membro da Federação Internacional de Voleibol e da Confederação Européia de Voleibol, a entidade é responsável por  organizar  os campeonatos nacionais de  voleibol masculino e feminino no país.